# Mistrovství světa v ledním hokeji do 18 let 2023 (Divize I)
Mistrovství světa v ledním hokeji do 18 let 2023 (Divize I) byl mezinárodní turnaj v ledním hokeji hráčů do 18 let, který pořádá Mezinárodní federace ledního hokeje. Turnaj Divize I A představuje druhou úroveň mistrovství světa IIHF do 18 let a turnaj Divize I B představuje třetí úroveň mistrovství světa IIHF do 18 let.

## Skupina A
Turnaj se konal od 23. do 29. dubna 2023 v Angers ve Francii.

### Účastníci
| Tým        | Kvalifikace                                     |
| ---------- | ----------------------------------------------- |
| Francie    | Pořadatel, 3. místo v Divizi I - skupina A 2022 |
| Kazachstán | 4. místo v Divizi I - skupina A 2022            |
| Dánsko     | 5. místo v Divizi I - skupina A 2022            |
| Japonsko   | 6. místo v Divizi I - skupina A 2022            |
| Maďarsko   | 1. místo v Divizi I - skupina B 2022 a postup   |
| Ukrajina   | 2. místo v Divizi I - skupina B 2022 a postup   |

### Tabulka
|  | Postupující do elitní divize |
|  | Sestupující do Divize I B    |

| Poř. | Tým        | Z | V | VP | PP | P | GV | GI | +/- | B  |
| ---- | ---------- | - | - | -- | -- | - | -- | -- | --- | -- |
| 1.   | Kazachstán | 5 | 4 | 0  | 0  | 1 | 22 | 9  | +13 | 12 |
| 2.   | Dánsko     | 5 | 3 | 1  | 0  | 1 | 26 | 11 | +15 | 11 |
| 3.   | Japonsko   | 5 | 2 | 1  | 0  | 2 | 13 | 15 | -2  | 8  |
| 4.   | Maďarsko   | 5 | 2 | 0  | 1  | 2 | 8  | 15 | -7  | 7  |
| 5.   | Ukrajina   | 5 | 0 | 2  | 1  | 2 | 8  | 16 | -8  | 5  |
| 6.   | Francie    | 5 | 0 | 0  | 2  | 3 | 7  | 18 | -11 | 2  |

### Zápasy
Všechny časy jsou místní (UTC+1).
| 23. dubna 2023 12:30 | Japonsko | 5:3 (0:1, 3:0, 2:2) | Dánsko | Angers IceParc, Angers Návštěvnost: 352 |  |

| Report |

| 23. dubna 2023 16:00 | Ukrajina | 3:2 po s.n. (1:1, 1:1, 0:0 - 0:0) | Francie | Angers IceParc, Angers Návštěvnost: 1 317 |  |

| Report |

| 23. dubna 2023 19:30 | Maďarsko | 0:3 (0:0, 0:3, 0:0) | Kazachstán | Angers IceParc, Angers Návštěvnost: 134 |  |

| Report |

| 24. dubna 2023 12:30 | Dánsko | 5:1 (2:1, 2:0, 1:0) | Ukrajina | Angers IceParc, Angers Návštěvnost: 238 |  |

| Report |

| 24. dubna 2023 16:00 | Kazachstán | 5:0 (1:0, 1:0, 3:0) | Japonsko | Angers IceParc, Angers Návštěvnost: 148 |  |

| Report |

| 24. dubna 2023 19:30 | Francie | 0:2 (0:0, 0:1, 0:1) | Maďarsko | Angers IceParc, Angers Návštěvnost: 911 |  |

| Report |

| 26. dubna 2023 12:30 | Kazachstán | 3:8 (1:3, 2:3, 0:2) | Dánsko | Angers IceParc, Angers Návštěvnost: 228 |  |

| Report |       |        |        |
| 8 min  | 8 min | Tresty | 10 min |
| 31     | 31    | Střely | 35     |

| 26. dubna 2023 16:00 | Ukrajina | 3:2 po s.n. (0:1, 1:1, 1:0 - 0:0) | Maďarsko | Angers IceParc, Angers Návštěvnost: 166 |  |

| Report |        |        |        |
| 16 min | 16 min | Tresty | 10 min |
| 28     | 28     | Střely | 34     |

| 26. dubna 2023 19:30 | Francie | 2:4 (0:1, 0:2, 2:1) | Japonsko | Angers IceParc, Angers Návštěvnost: 1 315 |  |

| Report |        |        |       |
| 10 min | 10 min | Tresty | 8 min |
| 30     | 30     | Střely | 34    |

| 27. dubna 2023 12:30 | Kazachstán | 5:0 (1:0, 4:0, 0:0) | Ukrajina | Angers IceParc, Angers Návštěvnost: 244 |  |

| Report |       |        |        |
| 6 min  | 6 min | Tresty | 18 min |
| 41     | 41    | Střely | 21     |

| 27. dubna 2023 16:00 | Maďarsko | 4:2 (1:1, 1:0, 2:1) | Japonsko | Angers IceParc, Angers Návštěvnost: 188 |  |

| Report |       |        |       |
| 6 min  | 6 min | Tresty | 2 min |
| 27     | 27    | Střely | 31    |

| 27. dubna 2023 19:30 | Dánsko | 3:2 PP (2:1, 0:1, 0:0 - 1:0) | Francie | Angers IceParc, Angers Návštěvnost: 1 400 |  |

| Report |        |        |        |
| 10 min | 10 min | Tresty | 29 min |
| 41     | 41     | Střely | 23     |

| 29. dubna 2023 12:30 | Japonsko | 2:1 PP (0:0, 1:1, 0:0 - 1:0) | Ukrajina | Angers IceParc, Angers Návštěvnost: 276 |  |

| Report |       |        |       |
| 4 min  | 4 min | Tresty | 6 min |
| 23     | 23    | Střely | 31    |

| 29. dubna 2023 16:00 | Dánsko | 7:0 (3:0, 2:0, 2:0) | Maďarsko | Angers IceParc, Angers Návštěvnost: 204 |  |

| Report |       |        |        |
| 6 min  | 6 min | Tresty | 60 min |
| 28     | 28    | Střely | 29     |

| 29. dubna 2023 19:30 | Francie | 1:6 (1:3, 0:1, 0:2) | Kazachstán | Angers IceParc, Angers Návštěvnost: 1 157 |  |

| Report |       |        |       |
| 6 min  | 6 min | Tresty | 6 min |
| 22     | 22    | Střely | 35    |

## Skupina B
Turnaj se konal od 10. do 16. dubna 2023 v Bledu ve Slovinsku.

### Účastníci
| Tým         | Kvalifikace                                     |
| ----------- | ----------------------------------------------- |
| Itálie      | 3. místo v Divizi I - skupina B 2022            |
| Slovinsko   | Pořadatel, 4. místo v Divizi I - skupina B 2022 |
| Rakousko    | 5 místo v Divizi I - skupina B 2022             |
| Polsko      | 6. místo v Divizi I - skupina B 2022            |
| Jižní Korea | 1. místo v Divizi II - skupina A 2022           |
| Estonsko    | 2. místo v Divizi II - skupina A 2022 a postup  |

### Tabulka
|  | Postupující do Divize I A  |
|  | Sestupující do Divize II A |

| Poř. | Tým         | Z | V | VP | PP | P | GV | GI | +/- | B  |
| ---- | ----------- | - | - | -- | -- | - | -- | -- | --- | -- |
| 1.   | Rakousko    | 5 | 4 | 0  | 0  | 1 | 21 | 10 | +11 | 12 |
| 2.   | Slovinsko   | 5 | 3 | 1  | 0  | 1 | 20 | 13 | +7  | 11 |
| 3.   | Itálie      | 5 | 3 | 0  | 1  | 1 | 9  | 9  | 0   | 10 |
| 4.   | Jižní Korea | 5 | 2 | 0  | 0  | 3 | 17 | 15 | +2  | 6  |
| 5.   | Estonsko    | 5 | 1 | 0  | 0  | 4 | 8  | 21 | -13 | 3  |
| 6.   | Polsko      | 5 | 1 | 0  | 0  | 4 | 9  | 16 | -7  | 3  |

### Zápasy
Všechny časy jsou místní (UTC+2).
| 10. dubna 2023 12:30 | Polsko | 3:1 (1:0, 2:1, 0:0) | Rakousko | Ice Arena Bled, Bled Návštěvnost: 221 |  |

| Report |

| 10. dubna 2023 16:00 | Estonsko | 2:4 (0:0, 0:2, 2:2) | Itálie | Ice Arena Bled, Bled Návštěvnost: 167 |  |

| Report |

| 10. dubna 2023 19:30 | Jižní Korea | 2:4 (0:1, 1:2, 1:1) | Slovinsko | Ice Arena Bled, Bled Návštěvnost: 423 |  |

| Report |

| 11. dubna 2023 12:30 | Rakousko | 7:1 (3:0, 2:0, 2:1) | Estonsko | Ice Arena Bled, Bled Návštěvnost: 66 |  |

| Report |

| 11. dubna 2023 16:00 | Itálie | 3:2 (1:1, 1:1, 1:0) | Jižní Korea | Ice Arena Bled, Bled Návštěvnost: 54 |  |

| Report |

| 11. dubna 2023 19:30 | Slovinsko | 6:3 (1:0, 3:2, 2:1) | Polsko | Ice Arena Bled, Bled Návštěvnost: 456 |  |

| Report |

| 13. dubna 2023 12:30 | Estonsko | 2:5 (1:2, 0:1, 1:2) | Jižní Korea | Ice Arena Bled, Bled Návštěvnost: 42 |  |

| Report |

| 13. dubna 2023 16:00 | Itálie | 1:0 (1:0, 0:0, 0:0) | Polsko | Ice Arena Bled, Bled Návštěvnost: 73 |  |

| Report |

| 13. dubna 2023 19:30 | Slovinsko | 4:6 (0:2, 1:1, 3:3) | Rakousko | Ice Arena Bled, Bled Návštěvnost: 511 |  |

| Report |

| 15. dubna 2023 12:30 | Jižní Korea | 6:2 (2:0, 3:1, 1:1) | Polsko | Ice Arena Bled, Bled Návštěvnost: 57 |  |

| Report |

| 15. dubna 2023 16:00 | Slovinsko | 4:1 (2:0, 1:1, 1:0) | Estonsko | Ice Arena Bled, Bled Návštěvnost: 403 |  |

| Report |

| 15. dubna 2023 19:30 | Rakousko | 3:0 (1:0, 0:0, 2:0) | Itálie | Ice Arena Bled, Bled Návštěvnost: 315 |  |

| Report |

| 16. dubna 2023 12:30 | Polsko | 1:2 (0:1, 0:0, 1:1) | Estonsko | Ice Arena Bled, Bled Návštěvnost: 59 |  |

| Report |

| 16. dubna 2023 16:00 | Rakousko | 4:2 (1:0, 0:2, 3:0) | Jižní Korea | Ice Arena Bled, Bled Návštěvnost: 250 |  |

| Report |

| 16. dubna 2023 19:30 | Itálie | 1:2 po prodl. (0:0, 1:0, 0:1 - 0:1) | Slovinsko | Ice Arena Bled, Bled Návštěvnost: 330 |  |

| Report |